# Schéma régional d'aménagement et de développement durable du territoire
Ne doit pas être confondu avec Schéma d'aménagement et de développement.
Le schéma régional d'aménagement et de développement durable du territoire (SRADDT) ou anciennement Schéma régional d'aménagement et de développement du territoire (SRADT) précisait les orientations fondamentales et à moyen terme du développement durable d'un territoire régional et ses principes d'aménagement. Il est un exemple parlant d'application locale des principes du développement durable tels que formulés à partir des années 1980, notamment par le rapport Brundtland.
À partir de 2016, en application de la loi NOTRe et à l'occasion de la mise en place des nouvelles Régions, les conseils régionaux doivent préparer la fusion du SRADDT et d'autres schémas régionaux en un schéma unique, qui sera dénommé Schéma régional d'aménagement, de développement durable et d'égalité des territoires (SRADDET).

## Histoire, origine
Dans un esprit de simplification administrative, « le SRADDET est construit sur le modèle des documents d’aménagement régionaux dont disposent la région d'Île-de-France (SDRIF), la Corse (PADDUC), ou les Outre-mer (5 schémas d’aménagement régionaux) ».

## Contenu
Le SRADDT inclut :
1. un document d'analyse prospective ;
2. une charte régionale d'aménagement ;
3. des documents cartographiques ;

Le schéma régional des transports est le volet transports du SRADDT.
Il doit offrir une révolution souhaitable de la Région à vingt ans, et peut pour cela recommander la mise en place d'instruments d'aménagement et de planification (DTA), d'urbanisme ou de protection de l'environnement (ex : Schéma de Cohérence Territorial (SCoT), Parc naturel régional, Directive territoriale d'aménagement (DTA) ou un Schéma de mise en valeur de la mer (SMVM) ».
Il vise aussi à réhabiliter les « territoires dégradés » et à protéger et "mettre en valeur" l'environnement, les sites, les paysages, le patrimoine naturel et urbain, en intégrant la dimension interrégionale et/ou transfrontalière des Régions, en cohérence avec les politiques de l'État et des autres collectivités territoriales « dès lors que ces politiques ont une incidence sur l'aménagement et la cohésion du territoire régional ». « Il doit être compatible avec les schémas de services collectifs (SSC, Cf. article 2 de la loi no  95-115 du 4 février 1995).

## Objectif
Sans être opposable aux particuliers, basé sur un état des lieux partagé, évaluant la demande et les besoins présents et futurs, et non seulement l'offre, il définit pour les aménageurs partenaires des régions et de l'État les principaux objectifs relatifs à une localisation plus cohérente des grands équipements, des infrastructures et des services d'intérêt général, afin que ceux-ci concourent mieux à l'efficience des services publics.
Il doit prendre en compte les « zones en difficulté » et encourager les projets économiques permettant un développement plus harmonieux des territoires urbains, périurbains et ruraux.

## Durée
Le SRADDT est élaboré pour cinq ans par le Conseil régional sous l'égide de la Préfecture de région.
Ce schéma voulu par la loi d'orientation pour l'aménagement et le développement du territoire (LOADT, promulguée le 4 février 1995) présente les orientations régionales en matière d'équipements, de transports, de services d'intérêt général, d'environnement et de développement. Il doit être en cohérence avec les neuf Schémas de services collectifs (SSC).

## Méthode
Il a été élaboré sous la responsabilité du Conseil régional, mais avec une large démarche participative associant les forces vives régionales : CESR, citoyens, élus, responsables d'ONG, partenaires sociaux, chefs d'entreprises, universitaires, administrations déconcentrées…, autour d'ateliers et d'assises divers.
Appuyé sur un état des lieux (Profil environnemental local) et des études prospectives, il définit les principaux objectifs concernant un développement équilibré des territoires ruraux, urbains et périurbains, la protection et la mise en valeur de l'environnement, la réhabilitation de territoires fragilisés, la création et la gestion des grands équipements et des infrastructures, la mise en œuvre des services d'intérêt général.
Il intègre le schéma régional de transport, tel que défini par l'article 14-1 de la loi no  82-1153 du 30 décembre 1982 d'orientation des transports intérieurs (LOTI).
Des schémas interrégionaux d’aménagement et de développement du territoire peuvent être élaborés à l’initiative des régions concernées, pour des territoires qui justifient une approche globale et concertée de leur aménagement et de leur développement (article 6 de la LOADDT).

## Limites
Le SRADDT a été critiqué non en tant que cadre de référence et de recommandations, mais pour son manque d'opposabilité réglementaire aux documents d'urbanisme tel que le SCOT (Schéma de cohérence territoriale) ou les PLU (Plans locaux d'urbanisme), de valeur exécutoire directe ou réglementaire, ce qui en a limité l'opérationnalité ou la portée.
Une autre critique portait sur la difficulté de mise en cohérence des schémas entre eux par exemple le développement d'infrastructures fragmentantes de transports, ou de l'aviation proposé par certaines régions n'a que rarement fait l'objet d'une réflexion sur l'importance de la défragmentation écologique mise en avant par les schémas de services collectifs SSC ENR (« Espaces naturels et environnement », dans le cadre de la loi Voynet.
Le retard de parution de certains décrets ou la difficulté de mise en place des DTA a probablement aussi affaibli leur portée.